# 蜂毒
蜂毒是蜜蜂尾部毒腺分泌的液體，它除了含有大量水分外，还含有若干種蛋白质多肽类、酶类、组织胺、酸类、氨基酸及微量元素等。在多肽类物质中，蜂毒肽（Melittin）约占干蜂毒的50%，蜂毒神经肽（蜂毒明肽，Apamin）占干蜂毒的3%。蜂毒中的酶类多达55种以上，磷脂酶A2（Phospholipase A2）含量占干蜂毒的12%，透明质酸酶（Hyaluronidase）含量约占干蜂毒的2%～3%。蜜蜂遇到敌害时，用蜇针将蜂毒注入敌害体内，致使敌害疼痛甚至死亡。它可能與海蕁麻毒素有相似之處。

## 医疗用途
- 蜂毒具有强烈的杀菌效果[需要可靠醫學來源]。在傳統醫學中蜂毒療法被用於治療各種疾病[2]，儘管其非特異性毒性以及常見不良反應限制了實際應用和科學研究 [3]。
- 蜂毒被另類醫學用于治疗关节炎等疾病（老鼠模型、活體外模型），另類醫學認為還可能改善帕金森氏症（老鼠模型）、阿茲海默症（老鼠模型）和肌萎縮側索硬化症（老鼠模型）。此外，對治療多種癌症（細胞株模型）甚至人類免疫缺陷病毒（細胞株模型）也有潛力[4]。但是目前還沒有任何科學證據支持蜂療的臨床有效性或安全性[5][6]。 目前還沒有任何「隨機安慰劑對照研究」可證實蜂毒用於關節炎的療效[7]。
- 蜂毒可引起輕微或嚴重的不良反應，包括過敏反應、過敏性休克 anaphylaxis 及死亡。目前，蜂療尚未被科學界接受為任何病症的可行治療；且過敏反應和過敏性休克的風險大於任何潛在益處。美國癌症協會稱，沒有科學證據表明蜂毒療法可以治療癌症以及任何其他疾病 [8]。

## 外部連結
- 蜜蜂论坛 （页面存档备份，存于）